# Seznam dílů seriálu Battlestar Galactica (2004)
Toto je seznam dílů seriálu Battlestar Galactica. Televizní sci-fi seriál Battlestar Galactica byl vysílán na americké televizní stanici Sci Fi mezi lety 2004 a 2009. Je remakem stejnojmenného seriálu z roku 1978. Seriál má 74 dílů rozdělených do 4 řad. V Česku byl seriál vysílán na stanici Nova Cinema, první až třetí řada v roce 2008 a čtvrtá řada roku 2011. Seriálu samotnému předchází dvoudílná minisérie z roku 2003, sloužící jako pilotní film (v Česku byla odvysílána již v roce 2006, ovšem se slovenským dabingem.  S českým dabingem vyšla pouze na DVD v roce 2009). Dále se seriálem souvisí dva filmy s podtituly Břitva a Plán. Film Břitva byl v Česku vysílán v rámci čtvrté řady v podobě prvních dvou dílů této série. K seriálu vznikly ještě dva prequely, seriál Caprica a webový seriál Vesmírná loď Galactica – Krev a chrom, který byl později odvysílán v televizi jako film.

## Přehled řad
| Řada      | Díly   | Premiéra v USA     | Premiéra v USA     | Stanice v USA  | Premiéra v ČR              | Premiéra v ČR              | Stanice v ČR  |
| Řada      | Díly   | První díl          | Poslední díl       | Stanice v USA  | První díl                  | Poslední díl               | Stanice v ČR  |
| --------- | ------ | ------------------ | ------------------ | -------------- | -------------------------- | -------------------------- | ------------- |
| Minisérie | 2      | 8. prosince 2003   | 9. prosince 2003   | Sci-Fi Channel | 7. března 2006 (SK dabing) | 8. března 2006 (SK dabing) | bude oznámeno |
| 1         | 13     | 18. října 2004     | 24. ledna 2005     | Sci-Fi Channel | 25. července 2008          | 12. srpna 2008             | Nova Cinema   |
| 2         | 20     | 15. července 2005  | 10. března 2006    | Sci-Fi Channel | 13. srpna 2008             | 9. září 2008               | Nova Cinema   |
| 3         | 20     | 6. října 2006      | 25. března 2007    | Sci-Fi Channel | 10. září 2008              | 3. října 2008              | Nova Cinema   |
| Břitva    | Břitva | 24. listopadu 2007 | 24. listopadu 2007 | Sci-Fi Channel | 1. ledna 2011              | 1. ledna 2011              | Nova Cinema   |
| 4         | 21     | 4. dubna 2008      | 20. března 2009    | Sci-Fi Channel | 8. ledna 2011              | 18. března 2011            | Nova Cinema   |
| Plán      | Plán   | 27. října 2009     | 27. října 2009     | Sci-Fi Channel | 19. dubna 2013             | 19. dubna 2013             | bude oznámeno |

## Seznam dílů

### Minisérie (2003)
| Č. v seriálu | Č. v řadě | Původní název | Počet přeživších | Režie         | Scénář                                   | Premiéra v USA   | Premiéra v ČR (SK dabing) |
| ------------ | --------- | ------------- | ---------------- | ------------- | ---------------------------------------- | ---------------- | ------------------------- |
| 1            | 1         | Part 1        | -                | Michael Rymer | Ronald D. Moore a Christopher Eric James | 8. prosince 2003 | 7. března 2006            |
| 2            | 2         | Part 2        | 50 298           | Michael Rymer | Ronald D. Moore a Christopher Eric James | 9. prosince 2003 | 8. března 2006            |

### První řada (2004–2005)
| Č. v seriálu | Č. v řadě | Původní název                  | Český název                       | Počet přeživších | Režie                | Scénář                                    | Premiéra v USA  | Premiéra ve VB     | Premiéra v ČR     |
| ------------ | --------- | ------------------------------ | --------------------------------- | ---------------- | -------------------- | ----------------------------------------- | --------------- | ------------------ | ----------------- |
| 3            | 1         | 33                             | Třicet tři                        | 49 998           | Michael Rymer        | Ronald D. Moore                           | 14. ledna 2005  | 18. října 2004     | 25. července 2008 |
| 4            | 2         | Water                          | Voda                              | 47 973           | Marita Grabiak       | Ronald D. Moore                           | 14. ledna 2005  | 25. října 2004     | 28. července 2008 |
| 5            | 3         | Bastille Day                   | Dobytí Bastily                    | 47 958           | Allan Kroeker        | Toni Graphia                              | 21. ledna 2005  | 1. listopadu 2004  | 29. července 2008 |
| 6            | 4         | Act of Contrition              | Akt lítosti                       | 47 958           | Rod Hardy            | Bradley Thompson a David Weddle           | 28. ledna 2005  | 8. listopadu 2004  | 30. července 2008 |
| 7            | 5         | You Can't Go Home Again        | Domů už nemůžeš                   | 47 945           | Sergio Mimica-Gezzan | Carla Robinson                            | 4. února 2005   | 15. listopadu 2004 | 31. července 2008 |
| 8            | 6         | Litmus                         | Lakmus                            | 47 945           | Rod Hardy            | Jeff Vlaming                              | 11. února 2005  | 22. listopadu 2004 | 1. srpna 2008     |
| 9            | 7         | Six Degrees of Separation      | Šest stupňů odloučení             | 47 942           | Robert Young         | Michael Angeli                            | 18. února 2005  | 29. listopadu 2004 | 4. srpna 2008     |
| 10           | 8         | Flesh and Bone                 | Z masa a kostí                    | 47 938           | Brad Turner          | Toni Graphia                              | 25. února 2005  | 6. prosince 2004   | 5. srpna 2008     |
| 11           | 9         | Tigh Me Up, Tigh Me Down       | Překvapení pro Tighe              | 47 905           | Edward James Olmos   | Jeff Vlaming                              | 4. března 2005  | 13. prosince 2004  | 6. srpna 2008     |
| 12           | 10        | The Hand of God                | Ruka boží                         | 47 905           | Jeff Woolnough       | Bradley Thompson a David Weddle           | 11. března 2005 | 3. ledna 2005      | 7. srpna 2008     |
| 13           | 11        | Colonial Day                   | Koloniální den                    | 47 898           | Jonas Pate           | Carla Robinson                            | 18. března 2005 | 10. ledna 2005     | 8. srpna 2008     |
| 14           | 12        | Kobol's Last Gleaming (Part 1) | Poslední záblesk Kobolu (část 1.) | 47 897           | Michael Rymer        | námět: David Eick scénář: Ronald D. Moore | 25. března 2005 | 17. ledna 2005     | 11. srpna 2008    |
| 15           | 13        | Kobol's Last Gleaming (Part 2) | Poslední záblesk Kobolu (část 2.) | 47 887           | Michael Rymer        | námět: David Eick scénář: Ronald D. Moore | 1. dubna 2005   | 24. ledna 2005     | 12. srpna 2008    |

### Druhá řada (2005–2006)
| Č. v seriálu | Č. v řadě | Původní název                  | Český název                   | Počet přeživších | Režie                | Scénář                                            | Premiéra v USA    | Premiéra v ČR  |
| ------------ | --------- | ------------------------------ | ----------------------------- | ---------------- | -------------------- | ------------------------------------------------- | ----------------- | -------------- |
| 16           | 1         | Scattered                      | Ztraceni                      | 47 875           | Michael Rymer        | David Weddle a Bradley Thompson                   | 15. července 2005 | 13. srpna 2008 |
| 17           | 2         | Valley of Darkness             | Údolí temnoty                 | 47 874           | Michael Rymer        | David Weddle a Bradley Thompson                   | 22. července 2005 | 14. srpna 2008 |
| 18           | 3         | Fragged                        | Postřelen                     | 47 862           | Sergio Mimica-Gezzan | Dawn Prestwich a Nicole Yorkin                    | 29. července 2005 | 15. srpna 2008 |
| 19           | 4         | Resistance                     | Hnutí odporu                  | 47 861           | Allan Kroeker        | Toni Graphia                                      | 5. srpna 2005     | 18. srpna 2008 |
| 20           | 5         | The Farm                       | Farma                         | 47 857           | Rod Hardy            | Carla Robinson                                    | 12. srpna 2005    | 19. srpna 2008 |
| 21           | 6         | Home (Part 1)                  | Domov (část 1.)               | 47 858           | Sergio Mimica-Gezzan | David Eick                                        | 19. srpna 2005    | 20. srpna 2008 |
| 22           | 7         | Home (Part 2)                  | Domov (část 2.)               | 47 855           | Jeff Woolnough       | David Eick a Ronald D. Moore                      | 26. srpna 2005    | 21. srpna 2008 |
| 23           | 8         | Final Cut                      | Konečný sestřih               | 47 853           | Robert Young         | Mark Verheiden                                    | 9. září 2005      | 22. srpna 2008 |
| 24           | 9         | Flight of the Phoenix          | Let Fénixe                    | 47 853           | Michael Nankin       | David Weddle a Bradley Thompson                   | 16. září 2005     | 25. srpna 2008 |
| 25           | 10        | Pegasus                        | Pegasus                       | 49 605           | Michael Rymer        | Anne Cofell Saunders                              | 23. září 2005     | 26. srpna 2008 |
| 26           | 11        | Resurrection Ship (Part 1)     | Loď znovuzrození (část 1.)    | 49 604           | Michael Rymer        | námět: Anne Cofell Saunders scénář: Michael Rymer | 6. ledna 2006     | 27. srpna 2008 |
| 27           | 12        | Resurrection Ship (Part 2)     | Loď znovuzrození (část 2.)    | 49 604           | Michael Rymer        | Michael Rymer a Ronald D. Moore                   | 13. ledna 2006    | 28. srpna 2008 |
| 28           | 13        | Epiphanies                     | Zjevení                       | 49 598           | Rod Hardy            | Joel Anderson Thompson                            | 20. ledna 2006    | 29. srpna 2008 |
| 29           | 14        | Black Market                   | Černý trh                     | 49 597           | James Head           | Mark Verheiden                                    | 27. ledna 2006    | 1. září 2008   |
| 30           | 15        | Scar                           | Jizva                         | 49 593           | Michael Nankin       | David Weddle a Bradley Thompson                   | 3. února 2006     | 2. září 2008   |
| 31           | 16        | Sacrifice                      | Oběť                          | 49 590           | Rey Villalobos       | Anne Cofell Saunders                              | 10. února 2006    | 3. září 2008   |
| 32           | 17        | The Captain's Hand             | Kapitánova ruka               | 49 584           | Sergio Mimica-Gezzan | Jeff Vlaming                                      | 17. února 2006    | 4. září 2008   |
| 33           | 18        | Downloaded                     | Staženy                       | 49 579           | Jeff Woolnough       | David Weddle a Bradley Thompson                   | 24. února 2006    | 5. září 2008   |
| 34           | 19        | Lay Down Your Burdens (Part 1) | Odložte svá břemena (část 1.) | 49 579           | Michael Rymer        | Ronald D. Moore                                   | 3. března 2006    | 8. září 2008   |
| 35           | 20        | Lay Down Your Burdens (Part 2) | Odložte svá břemena (část 2.) | 49 550           | Michael Rymer        | Anne Cofell Saunders a Mark Verheiden             | 10. března 2006   | 9. září 2008   |

### Třetí řada (2006–2007)
| Č. v seriálu | Č. v řadě | Původní název                        | Český název                 | Počet přeživších | Režie                 | Scénář                               | Premiéra v USA     | Premiéra v ČR |
| ------------ | --------- | ------------------------------------ | --------------------------- | ---------------- | --------------------- | ------------------------------------ | ------------------ | ------------- |
| 36           | 1         | Occupation                           | Okupace                     | -                | Sergio Mimica-Gezzan  | Ronald D. Moore                      | 6. října 2006      | 10. září 2008 |
| 37           | 2         | Precipice                            | Propast                     | -                | Sergio Mimica-Gezzan  | Ronald D. Moore                      | 6. října 2006      | 11. září 2008 |
| 38           | 3         | Exodus (Part 1)                      | Exodus (část 1.)            | -                | Félix Enríquez Alcalá | David Weddle a Bradley Thompson      | 13. října 2006     | 12. září 2008 |
| 39           | 4         | Exodus (Part 2)                      | Exodus (část 2.)            | -                | Félix Enríquez Alcalá | David Weddle a Bradley Thompson      | 20. října 2006     | 15. září 2008 |
| 40           | 5         | Collaborators                        | Kolaboranti                 | 41 435           | Michael Rymer         | Mark Verheiden                       | 27. října 2006     | 16. září 2008 |
| 41           | 6         | Torn                                 | Rozervaní                   | 41 422           | Jean de Segonzac      | Anne Cofell Saunders                 | 3. listopadu 2006  | 17. září 2008 |
| 42           | 7         | A Measure of Salvation               | Cesta ke spáse              | 41 420           | Bill Eagles           | Michael Angeli                       | 10. listopadu 2006 | 18. září 2008 |
| 43           | 8         | Hero                                 | Hrdina                      | 41 421           | Michael Rymer         | David Eick                           | 17. listopadu 2006 | 19. září 2008 |
| 44           | 9         | Unfinished Business                  | Nevyřízené účty             | 41 422           | Robert Young          | Michael Taylor                       | 1. prosince 2006   | 22. září 2008 |
| 45           | 10        | The Pessage                          | Cesta na druhou stranu      | 41 420           | Michael Nankin        | Jane Espenson                        | 8. prosince 2006   | 23. září 2008 |
| 46           | 11        | The Eye of Jupiter                   | Oko Jupitera                | 41 402           | Michael Rymer         | Mark Verheiden                       | 15. prosince 2006  | 24. září 2008 |
| 47           | 12        | Rapture                              | Osvícení                    | 41 401           | Michael Rymer         | David Weddle a Bradley Thompson      | 21. ledna 2007     | 25. září 2008 |
| 48           | 13        | Taking a Break from All Your Worries | Zapomeň na starosti         | 41 403           | Edward James Olmos    | Michael Taylor                       | 28. ledna 2007     | 26. září 2008 |
| 49           | 14        | The Woman King                       | Paní Kingová                | 41 401           | Michael Rymer         | Michael Angeli                       | 11. února 2007     | 26. září 2008 |
| 50           | 15        | A Day in the Life                    | Obyčejný den                | 41 398           | Rod Hardy             | Mark Verheiden                       | 18. února 2007     | 29. září 2008 |
| 51           | 16        | Dirty Hands                          | Špinavé ruce                | 41 400           | Wayne Rose            | Jane Espenson a Anne Cofell Saunders | 25. února 2007     | 30. září 2008 |
| 52           | 17        | Maelstrom                            | Vír                         | 41 400           | Michael Nankin        | David Weddle a Bradley Thompson      | 4. března 2007     | 1. října 2008 |
| 53           | 18        | The Son Also Rises                   | Syn, který se postavil otci | 41 399           | Robert Young          | Michael Angeli                       | 11. března 2007    | 2. října 2008 |
| 54           | 19        | Crossroads (Part 1)                  | Na rozcestí (část 1.)       | -                | Michael Rymer         | Michael Taylor                       | 18. března 2007    | 3. října 2008 |
| 55           | 20        | Crossroads (Part 2)                  | Na rozcestí (část 2.)       | -                | Michael Rymer         | Mark Verheiden                       | 25. března 2007    | 3. října 2008 |

### FilmBřitva(2007)
Film Břitva (v anglickém originále Razor) se odehrává mezi epizodami druhé řady „Kapitánova ruka“ a „Staženy.“ Film vypráví o těžkostech nového velitele Battlestar Pegasus Apolla s odkazem původní velitelky lodi admirála Cainové. Ve filmu je také obsažena série flashbacků o osudech posádky Battlestar Pegasus od útoku na Dvanáct kolonií až po setkání s civilní flotilou vedenou Battlestar Galacticou během druhé řady seriálu. 
| Č. v seriálu | Č. v řadě | Původní název  | Český název      | Počet přeživších | Režie                 | Scénář         | Premiéra v USA     | Premiéra v ČR |
| ------------ | --------- | -------------- | ---------------- | ---------------- | --------------------- | -------------- | ------------------ | ------------- |
| 56           | 1         | Razor (Part 1) | Břitva (1. část) | 49 579           | Félix Enríquez Alcalá | Michael Taylor | 24. listopadu 2007 | 1. ledna 2011 |
| 57           | 2         | Razor (Part 2) | Břitva (2. část) | 49 579           | Félix Enríquez Alcalá | Michael Taylor | 24. listopadu 2007 | 1. ledna 2011 |

### Čtvrtá řada (2008–2009)
| Č. v seriálu | Č. v řadě | Původní název                      | Český název                          | Počet přeživších | Režie                 | Scénář                          | Premiéra v USA  | Premiéra v ČR                  |
| ------------ | --------- | ---------------------------------- | ------------------------------------ | ---------------- | --------------------- | ------------------------------- | --------------- | ------------------------------ |
| 58           | 1         | He That Believeth in Me            | Ten, kdož ve mě věří                 | 39 698           | Michael Rymer         | David Weddle a Bradley Thompson | 4. dubna 2008   | 8. ledna 2011                  |
| 59           | 2         | Six of One                         | Šest za jednoho                      | 39 676           | Anthony Hemingway     | Michael Angeli                  | 11. dubna 2008  | 8. ledna 2011                  |
| 60           | 3         | The Thies That Bind                | Pevná pouta                          | 39 676           | Michael Nankin        | Michael Taylor                  | 18. dubna 2008  | 15. ledna 2011                 |
| 61           | 4         | Escape Velocity                    | Úniková rychlost                     | 39 675           | Edward James Olmos    | Jane Espenson                   | 25. dubna 2008  | 15. ledna 2011                 |
| 62           | 5         | The Road Less Traveled             | Cesta ne tak prošlapaná              | 39 676           | Michael Rymer         | Mark Verheiden                  | 2. května 2008  | 22. ledna 2011                 |
| 63           | 6         | Faith                              | Víra                                 | 39 675           | Michael Nankin        | Seamus Kevin Fahey              | 9. května 2008  | 22. ledna 2011                 |
| 64           | 7         | Guess What's Coming to Dinner?     | Hádej, co přijde na večeři           | 39 673           | Wayne Rose            | Michael Angeli                  | 16. května 2008 | 29. ledna 2011                 |
| 65           | 8         | Sine Qua Non                       | Sine Qua Non                         | 39 674           | Rod Hardy             | Michael Taylor                  | 27. května 2008 | 29. ledna 2011                 |
| 66           | 9         | The Hub                            | Uzel                                 | 39 673           | Paul Edwards          | Jane Espenson                   | 6. června 2008  | 5. února 2011                  |
| 67           | 10        | Revelations                        | Odhalení                             | 39 665           | Michael Rymer         | David Weddle a Bradley Thompson | 13. června 2008 | 5. února 2011                  |
| 68           | 11        | Sometimes a Great Notion           | Tak mě někdy napadá                  | 39 651           | Michael Nankin        | David Weddle a Bradley Thompson | 16. ledna 2009  | 11. února 2011                 |
| 69           | 12        | A Disquiet Follows My Soul         | Neklid zmítá mou duší                | 39 644           | Ronald D. Moore       | Ronald D. Moore                 | 23. ledna 2009  | 11. února 2011                 |
| 70           | 13        | The Oath                           | Přísaha                              | 39 643           | John Dahl             | Mark Verheiden                  | 30. ledna 2009  | 18. února 2011                 |
| 71           | 14        | Blood on the Scales                | Krev na vahách                       | 39 603           | Wayne Rose            | Michael Angeli                  | 6. února 2009   | 18. února 2011                 |
| 72           | 15        | No Exit                            | Není úniku                           | 39 556           | Gwyneth Horder-Payton | Ryan Mottesheard                | 13. února 2009  | 25. února 2011                 |
| 73           | 16        | Deadlock                           | Na mrtvém bodě                       | 39 556           | Robert Young          | Jane Espenson                   | 20. února 2009  | 25. února 2011                 |
| 74           | 17        | Someone to Watch Over Me           | Ten kdo mě hlídá                     | 39 556           | Michael Nankin        | David Weddle a Bradley Thompson | 27. února 2009  | 4. března 2011                 |
| 75           | 18        | Islanded in a Stream Stars         | Uvězněni v proudu hvězd              | 39 521           | Edward James Olmos    | Michael Taylor                  | 6. března 2009  | 4. března 2011                 |
| 76           | 19        | Daybreak (Part 1)                  | Rozbřesk (část 1.)                   | 39 516           | Michael Rymer         | Ronald D. Moore                 | 18. března 2009 | 11. března 2011                |
| 77–78        | 2021      | Daybreak (Part 2)Daybreak (Part 3) | Rozbřesk (část 2.)Rozbřesk (část 3.) | 39 406           | Michael Rymer         | Ronald D. Moore                 | 20. března 2009 | 11. března 201118. března 2011 |

### FilmPlán(2009)
Film Plán se odehrává během prvních dvou řad seriálu a vypráví o cylonské genocidě lidstva na Dvanácti koloniích a následného pronásledování ze cylonského pohledu. 
| Původní název | Český název | Režie              | Scénář        | Premiéra v USA | Premiéra v ČR  |
| ------------- | ----------- | ------------------ | ------------- | -------------- | -------------- |
| The Plan      | Plán        | Edward James Olmos | Jane Espenson | 27. října 2009 | 19. dubna 2013 |

### Webizody
| Původní název | Počet přeživších | Režie                              | Scénář                             | Počet dílů | Premiéra v USA                     |
| --- | ---------------- | ---------------------------------- | ---------------------------------- | ---------- | ---------------------------------- |
| The Resistance | -                | Wayne Rose                         | David Weddle a Bradley Thompson    | 10         | 5. září - 5. října 2006            |
| Série webizod se odehrává mezi druhou a třetí řadou seriálu a vypráví o lidském hnutí odporu proti cylonské okupaci Nové Capricy, kde se předtím lidstvo pokusilo neúspěšně ukrýt před Cylony. |                  |                                    |                                    |            |                                    |
| Razor Flashbecks | -                | Wayne Rose a Félix Enríquez Alcalá | Michael Taylor                     | 7          | 5. října - 16. listopadu 2007      |
| Část této série je obsažena i ve filmu Břitva (v anglickém originále Razor) a odehrává se v poslední fázi První cylonské války kdy mladý poručík William Adama učiní objev záhadné Cylonské laboratoře. |                  |                                    |                                    |            |                                    |
| The Face of the Enemy | -                | Wayne Rose                         | Jane Espenson a Seamus Kevin Fahey | 10         | 12. prosince 2008 - 12. ledna 2009 |
| Příběh série se odehrává během čtvrté řady seriálu, devět dní po nalezení Země a vypráví o cestě poručíka Gaety, dvou Cylonek Číslo 8 a dalších několika členů posádky Galacticy na loď Zephyr. Když v půli cesty je najednou flotila nucena provést FTL skok a malá loď na které cestují se po skoku ocitne osamocena. |                  |                                    |                                    |            |                                    |